# Ліке Веверс
Ліке Веверс (нід. Lieke Wevers, нар. 17 вересня 1991, Леуварден) — нідерландська гімнастка. Учасниця Олімпійських ігор. Переможниця та призерка Європейських ігор.

## Біографія
Народилась в родині тренерів зі спортивної гімнастики Вінсента Веверса та Джемми Теннігло, має сестру-близнючку Санне Веверс, яка є олімпійською чемпіонкою Ріо 2016 у вправі на колоді. Ліке на шість хвилин молодша за сестру.
Вивчає психологію у «Відкритому університеті» в Герлені.

## Спортивна кар'єра
Спортивною гімнастикою займається з шести років.
Перед чемпіонатом Європи 2009 року порвала передню хрестоподібну зв'язку, була прооперована. Відновлення зайняло два роки. До змагань повернулась в червні 2011 року.
В 2013 року були прооперовані обидва зап'ястя. До змагань повернулась в 2014 році.

#### 2015
На Європейських іграх в Баку здобула перемогу на колоді та виборола бронзові нагороди в команді, багатоборстві та вільних вправах.
На чемпіонаті світу в команді та у вільних вправах завершила змагання восьмою, у багатоборстві була тринадцятою.

#### 2016
На Олімпійські ігри 2016 в Ріо-де-Жанейро, Бразилія, в командній першості продемонструвала сьомий результат, а у багатоборстві - двадцяте.
Після участі в Олімпійських іграх 2016, що було метою в спорті, втратила мотивацію, тому зробила перерву в спортивній кар'єрі, подорожувала Австралією, Новою Зеландією, Китайським Тайбеем та Японією. У червні 2017 спробувала повернутися до тренувань в національній команді, але вирішила пропустити сезон. Повернулась остаточно до тренувань у вересні 2018 року з метою участі в Олімпійських іграх 2020.

#### 2019
На чемпіонаті світу 2019 року у командному фіналі разом з Наомі Віссер, Тішєю Волмен, Ейторою Торсдоттір та Санне Веверс посіли восьме місце, що дозволило здобули командну олімпійську ліцензію на Літні Олімпійські ігри 2020 у Токіо, Японія. До фіналів в окремих видах не кваліфікувалась.

## Результати на турнірах
| Рік  | Змагання         | КБ | ІБ | Опорний стрибок | Різновисокі бруси | Колода | Вільні вправи |
| ---- | ---------------- | -- | -- | --------------- | ----------------- | ------ | ------------- |
| 2011 | Чемпіонат світу  | 13 |    |                 |                   |        |               |
| 2014 | Чемпіонат Європи | 9  |    |                 |                   |        |               |
| 2014 | Чемпіонат світу  | 10 |    |                 |                   |        |               |
| 2015 | Європейські ігри | 3  | 3  |                 |                   | 1      | 3             |
| 2015 | Чемпіонат світу  | 8  | 13 |                 |                   |        | 8             |
| 2016 | Олімпійські ігри | 7  | 20 |                 |                   |        |               |
| 2019 | Чемпіонат світу  | 8  |    |                 |                   |        |               |
| 2021 | Чемпіонат Європи |    | 8  |                 |                   | 7      |               |
|      | Олімпійські ігри |    | 24 |                 |                   |        |               |